# 조선통일발전은행
조선통일발전은행(朝鮮統一發展銀行)은 조선민주주의인민공화국의 은행이다. 자회사로 조선신탁투자회사를 두고 있으며, 무역 결제업무와 함께 선진기술을 도입하는 역할도 맡고 있다.
조선민주주의인민공화국 최초의 외국과의 합작은행으로, 1991년 10월 김일성 조선민주주의인민공화국 국가주석이 중화인민공화국을 방문했을 때 중화인민공화국식 자본주의 경제를 견학하면서 홍콩의 루비홀딩스 사와 접촉했고, 11월 14일 조선민주주의인민공화국의 국영 무역회사인 오산덕총국과 홍콩의 루비홀딩스 사가 자본금 3천만 달러를 각각 49%와 51%를 부담하기로 합의했으며, 11월 22일부터 영업을 시작했다. 예금 업무뿐만 아니라 자본 관리와 금융자문 서비스 등 국제금융 업무를 담당했다.
2016년 11월 30일 유엔 안전보장 이사회는 유엔 안전 보장 이사회 결의 제2321호를 채택하며 기존의 여행금지 및 자산동결 대상에 조선통일발전은행을 추가했다. 2017년 3월 31일 미국 재무부는 행정명령 13382호와 13687호, 13722호에 따라 조선민주주의인민공화국의 핵무기 및 탄도유도탄 개발에 자금을 댄 혐의를 받는 조선통일발전은행의 대표 등을 제재 대상으로 선정하고 미국 내 조선통일발전은행의 자산을 동결했다. 11월 6일 대한민국 정부는 조선민주주의인민공화국의 대량살상무기 및 탄도유도탄 개발을 목적으로 한 금융거래 활동을 차단하기 위해 조선통일발전은행 대표 등을 포함한 유엔 안전보장 이사회 제재대상 금융기관의 관계자들을 제재 대상으로 추가하고 대한민국 국민이나 기업이 해당 제재 대상과 금융 거래를 하는 행위를 금지시켰다. 또한 2017년에는 SWIFT에서 자발적으로 탈퇴했다.